# 일본 학술진흥회
독립행정법인 일본 학술진흥회(일본어: 独立行政法人日本学術振興会, 영어: Japan Society for the Promotion of Science)는 일본 문부과학성 소관의 독립행정법인이며 문부과학성의 외곽 단체이다. 학술 연구 조성, 연구자 양성을 위한 자금 지급, 학술에 관한 국제 교류의 촉진, 학술 응용에 관한 연구 등을 실시함으로써 학술 진흥을 도모하는 것을 목적으로 삼는다(독립행정법인 일본학술진흥회법 3조). 일본학술회의와 연락을 긴밀하게 도모하는 것으로도 알려졌다(16조).

## 개요
전신은 쇼와 천황부터 학술 장려를 위해 하사받은 하사금으로 1932년 12월에 창설된 ‘재단법인 일본 학술진흥회’(財団法人日本学術振興会)이다. 이사장의 임기는 4년이다.
특별연구원 제도·최상위 수준의 신진 연구자(박사후기과정 재적 학생에 대한 DC, 박사연구원을 대상으로 한 PD, SPD, 육아로부터의 복귀 지원을 목적으로 한 RPD, 해외 연구 기관에 2년 간 파견하는 해외 PD가 있다. 그 밖에 21세기 COE와 글로벌 COE기지에 배치되는 DC도 있다)에 대한 양성 등을 실시하고 있다. 또 과학연구비 보조금에 의한 연구 조성과 21세기 COE 프로그램 관련 위원회를 설치하는 이 프로그램에 의한 보조금에 관한 대학개혁지원·학위수여기구, 일본사립학교진흥·공제사업단 및 대학기준협회의 도움으로 심사 또는 평가하고 있다.

## 연혁
- 1932년 : 재단법인 일본 학술진흥회 설립인가
- 1967년 : 특수법인으로 일본 학술진흥회 설립
- 2002년 : 21세기 COE프로그램 시작
- 2003년 : 독립행정법인 일본 학술진흥회 설립
- 2004년 : ‘일본 학술진흥회상’ 제정
- 2006년 : RPD 제도 창설

## 역대 이사장
- 2003년 10월, 독립행정법인화 이후의 역대 이사장을 나타낸 것이다.

| 대수 | 성명            | 재임 기간       | 주요 이력·비고                                       |
| ---- | --------------- | --------------- | ---------------------------------------------------- |
| 초대 | 오노 모토유키   | 2003년 ~ 2011년 | 문부성 사무차관, 문부과학성 사무차관                 |
| 2대  | 안자이 유이치로 | 2011년 ~ 2018년 | 게이오기주쿠 대학 이공학부장, 게이오기주쿠 대학 총장 |
| 3대  | 사토미 스스무   | 2018년 ~ 2022년 | 도호쿠 대학 총장                                     |
| 4대  | 스기노 쓰요시   | 2022년 ~ 현재   | 문부과학성 연구진흥국장                              |